# Tipula serval
Tipula serval är en tvåvingeart som beskrevs av Alexander 1937. Tipula serval ingår i släktet Tipula och familjen storharkrankar. Inga underarter finns listade i Catalogue of Life.